# Parallelia distincta
Parallelia distincta là một loài bướm đêm trong họ Erebidae.